# Fred Merkel
Fred Nels Merkel (Stockton, 28 settembre 1962) è un pilota motociclistico statunitense ritiratosi dall'attività agonistica.
Vincitore delle prime due edizioni della storia del mondiale Superbike nel 1988 e nel 1989. Per questo viene ricordato come uno dei piloti più rappresentativi ed inserito nella hall of fame del campionato.

## Carriera
Nel 1984 vinse insieme a Mike Baldwin la 8 ore di Suzuka (gara del mondiale Endurance), guidando una Honda RS750R del team America Honda. Merkel è tre volte campione AMA Superbike, vincendo nel 1984 e nel 1985 sulla VF750 e nel 1986 sulla VFR750F, è detentore con Mat Mladin del record per maggior numero di vittorie in una stagione. Compete nel campionato mondiale Formula TT del 1987 con una Honda, realizzando un secondo posto in gara nella prova inaugurale a Misano e posizionandosi ottavo nella classifica generale con 20 punti.
Nella stagione 1988 passa al campionato mondiale Superbike in sella a una Honda RC30 del team RCM, vincendo il campionato davanti a Fabrizio Pirovano e Davide Tardozzi, con 2 vittorie e 3 altri podi. Nella stagione successiva difende con successo il titolo, con 3 vittorie, 7 altri podi e 4 pole position. Conquista altre tre vittorie nel 1990 guadagnandosi la 6ª posizione assoluta. Negli anni successivi è meno competitivo in ambito mondiale ma riesce comunque nel 1991 a vincere il campionato Italiano Superbike.
Nella stagione 1989 ha anche partecipato a tre gran premi del motomondiale, raccogliendo un 11º posto in occasione del GP di Gran Bretagna e, grazie ai 5 punti ottenuti, arrivando al 36º posto nella classifica generale.
Si è ritirato dall'attività agonistica nel 1995, la stagione dopo essersi infortunato in un incidente al Firebird International Raceway a Chandler (Arizona). È stato inserito nella AMA Motorcycle Hall of Fame nel 2001.

## Risultati in gara

### Campionato mondiale Superbike
| 1988 | Moto  |   |   |   |   |    |     |     |   |   |    |   |    |   |   |   |   |   |   |  |  |  |  |  |  |  |  | Punti | Pos. |
| ---- | ----- | - | - | - | - | -- | --- | --- | - | - | -- | - | -- | - | - | - | - | - | - |  |  |  |  |  |  |  |  | ----- | ---- |
| 1988 | Honda | 4 | 2 | 1 | 5 | 17 | Rit | Rit | 8 | 2 | 11 | 6 | AN | 4 | 5 | 4 | 3 | 1 | 5 |  |  |  |  |  |  |  |  | 99    | 1º   |

| 1989 | Moto  |   |   |   |   |   |   |   |   |    |   |   |   |    |    |   |   |   |   |    |   |   |   |  |  |  |  | Punti | Pos. |
| ---- | ----- | - | - | - | - | - | - | - | - | -- | - | - | - | -- | -- | - | - | - | - | -- | - | - | - |  |  |  |  | ----- | ---- |
| 1989 | Honda | 4 | 6 | 1 | 1 | 1 | 3 | 4 | 3 | 11 | 3 | 8 | 4 | 16 | 12 | 8 | 4 | 2 | 2 | 11 | 5 | 3 | 3 |  |  |  |  | 272   | 1º   |

| 1990 | Moto  |   |   |   |   |   |   |   |   |   |    |   |    |   |   |     |     |     |     |     |   |  |  |  |  |  |  | Punti | Pos. |
| ---- | ----- | - | - | - | - | - | - | - | - | - | -- | - | -- | - | - | --- | --- | --- | --- | --- | - |  |  |  |  |  |  | ----- | ---- |
| 1990 | Honda | 2 | 3 | 1 | 3 | 1 | 6 | 1 | 3 | 5 | 10 | 7 | 10 | 7 | 4 | Inf | Inf | Inf | Inf | Rit | 5 |  |  |  |  |  |  | 197   | 6º   |

| 1991 | Moto  |     |     |     |     |       |       |   |   |   |   |   |   |   |   |    |   |    |   |     |     |   |    |   |     |  |  | Punti | Pos. |
| ---- | ----- | --- | --- | --- | --- | ----- | ----- | - | - | - | - | - | - | - | - | -- | - | -- | - | --- | --- | - | -- | - | --- |  |  | ----- | ---- |
| 1991 | Honda | Rit | Rit | Rit | Rit | [ 7 ] | [ 7 ] | 6 | 4 | 8 | 8 | 9 | 7 | 8 | 6 | 12 | 9 | 12 | 9 | Rit | Rit | 3 | 10 | 8 | Rit |  |  | 124   | 8º   |

| 1992 | Moto   |  |  |  |  |  |  |  |  |    |     |   |    |     |     |    |   |    |    |    |     |     |     |    |    |   |   | Punti | Pos. |
| ---- | ------ |  |  |  |  |  |  |  |  | -- | --- | - | -- | --- | --- | -- | - | -- | -- | -- | --- | --- | --- | -- | -- | - | - | ----- | ---- |
| 1992 | Yamaha |  |  |  |  |  |  |  |  | 17 | Rit | 9 | 10 | Rit | Rit | 11 | 5 | 26 | 13 | 13 | Rit | Rit | Rit | 10 | 12 | 6 | 6 | 65    | 13º  |

| 1993 | Moto            |   |   |     |    |   |    |    |    |    |   |     |   |    |     |   |     |     |     |    |     |  |  |  |  |    |   | Punti | Pos. |
| ---- | --------------- | - | - | --- | -- | - | -- | -- | -- | -- | - | --- | - | -- | --- | - | --- | --- | --- | -- | --- |  |  |  |  | -- | - | ----- | ---- |
| 1993 | Yamaha e Ducati | 7 | 7 | Rit | 12 | 9 | 12 | 10 | 27 | 11 | 2 | Rit | 5 | 12 | Rit | 9 | Rit | Rit | Rit | 11 | Rit |  |  |  |  | 11 | 9 | 91,5  | 11º  |

| Legenda | 1º posto        | 2º posto            | 3º posto           | A punti      | Senza punti        | Grassetto – Pole position Corsivo – Giro più veloce |
| Legenda | Gara non valida | Non qual./Non part. | Ritirato/Non class | Squalificato | '-' Dato non disp. | Grassetto – Pole position Corsivo – Giro più veloce |

### Motomondiale
| 1989 | Classe | Moto  |  |  |  |  |     |  |  |  |  |  |     |    |  |  |  | Punti | Pos. |
| ---- | ------ | ----- |  |  |  |  | --- |  |  |  |  |  | --- | -- |  |  |  | ----- | ---- |
| 1989 | 500    | Honda |  |  |  |  | Rit |  |  |  |  |  | Rit | 11 |  |  |  | 5     | 36º  |

| Legenda | 1º posto        | 2º posto            | 3º posto            | A punti      | Senza punti        | Grassetto – Pole position Corsivo – Giro più veloce |
| Legenda | Gara non valida | Non qual./Non part. | Ritirato/Non class. | Squalificato | '-' Dato non disp. | Grassetto – Pole position Corsivo – Giro più veloce |